# Primo Malbec
Primo Malbec je votka koja se proizvodi u gradu Mendoza u Argentini. Primo Malbec je nova vodka na svjetskom tržištu, predstavljena je u veljači 2007, te se otada dokazala svojom kvalitetom i posebnošću. Dobiva se trostrukom destilacijom grožđa sorte Malbec, jedne od poznatih francuskih vinskih sorti, posebnog okusa i bogatog taninom, tako da zadržava djelomičan vinski okus koji je obilježje ove votke. U nepune dvije godine od svog predstavljanja, votka Primo Malbec osvojila je nekoliko važnih nagrada na međunarodnim izložbama, a svakako najprestižnije su dvostruka zlatna medalja na Internacionalnom natjecanju alkoholnih pića u San Franciscu 2008. godine i srebrena medalja na natjecanju u Londonu 2007. godine.